# Поселихино (Костромская область)
Поселихино — деревня в Кадыйском районе Костромской области. Входит в состав Завражного сельского поселения.

## География
Находится в юго-восточной части Костромской области на расстоянии приблизительно 41 км на юг по прямой от районного центра поселка Кадый.

## История
Известна была с 1897 года, в 1907 году здесь отмечено было 22 двора.

## Население
Постоянное население составляло 103 человека (1897 год), 137 (1907), 2 в 2002 году (русские 100 %), 1 в 2022.